# セーラーウォーズ
『セーラーウォーズ』は、1993年にアーケードゲームとして日本物産が開発、発売した脱衣麻雀ゲームである。1990年に同社から発売された『トリプルウォーズ』の番外編となっている。ポスターのキャッチコピーは「姫君守る守護神が天にかわっておしおきョン♡」。
本稿では、シリーズ作品である以下の作品について説明する。
- 『MAHJONG トリプルウォーズ番外編 セーラーウォーズ』（アーケード版）
- 『MAHJONG トリプルウォーズ番外編 セーラーウォーズR ★メダルになってリターン!!★』（アーケード版）
- 『MAHJONG トリプルウォーズ番外編 セーラーウォーズ with 4人打ち』（Windows 3.1版）

同社作『麻雀刺客』と同様、アニパロものの流れを汲む作品であり、アニメ『美少女戦士セーラームーン』を模している部分が随所（ゲームタイトル、登場キャラクターなど）に見られる。

## ストーリー
煩悩神グリ王（主人公）は、欲望の力で地上を支配するだけでは飽き足らず、美女のみが住むといわれる天界の「幻の天空城」を占領するための侵略を開始し、天空城の守護神「麻天使」との戦いを挑むとした。

## ゲームシステム

### アーケード版シリーズ共通
- 二人打ち、アリアリ、ウラあり、槓ドラあり、槓ウラあり。
- イカサマ技あり。
- 役満の重複は行なわれず、ダブル役満やトリプル役満も4倍満として計算される。

### セーラーウォーズ
- 対戦相手の持ち点（セーラーエナジー）を0点以下にすることで倒すことができる。また、同一対戦相手から3回上がれば、倒した扱いとなる。3連続である必要はない。
- プレイヤーの持ち点（ぼんのうエナジー、対戦相手ごとに1,500点にリセットされる）＋合計加失点が0点以下になればゲームオーバー。

### セーラーウォーズR
- 一般的なメダルBETタイプのものに準ずる。プレイヤーや対戦相手の持ち点という概念はなく、上がり役に応じてメダルの払い出しが行なわれる。
- 同一対戦相手から3回上がれば倒した扱いとなる。3連続である必要はない。また、城主を倒した後は、東門の守護神からループする。
- プレイヤーが上がった後、ダブルアップでメダル排出数を増やすことが可能。
- 後述の登場キャラクターのうち、守護神（5人）と城主のみが対戦相手に登場する。なお、対戦相手は必殺技を使用しない。

### イカサマ技
セーラーウォーズでは、煩悩パワーと呼ばれるパワーゲージが設けられており、上がり役に応じてパワーを得ることができる。増えたパワーは、イカサマ技を発動するためのアイテムに交換することが可能となっている。
手配クラッシュ
配牌を最大3回まで全とっかえできる。
ドラボンバー
槓ドラ4枚を全てオープンする。
配牌トリック
各種積み込みを行なう。但し、手配クラッシュを行なうと積み込みは無効となってしまう。
亜空間リーチ
高確率（99%）でリーチ一発ツモ和了が可能となる。
『セーラーウォーズR』では、手配マジック（手配クラッシュと同等）のみが毎局使用可能である。

## 登場キャラクター
東門の守護神・イーストエンジェル
1人目の対戦相手。髪は黒に近い紫色のストレート・ロングヘアーで、紫色のセーラー服を身にまとい、胸に赤いリボンをつけ、元ネタの関係からか、素足に赤いハイヒールを履いている。東家になると必殺技ファイヤーボム（ドラ爆）を使用する。戦闘武器は鞭。
南門の守護神・サウスエンジェル
3人目の対戦相手。髪は緑青色のショートヘアーで、水色のセーラー服に身をまとい、胸に紺色のリボンをつけ、白のハイソックスに水色のローファーを履いている。城主や守護神の中で唯一、下着がミニスリップ。南家になると必殺技ムーススプレー（捨牌隠し、リーチを掛けた際にそれまでの捨牌が隠される）を使用する。戦闘武器はレイピア。
西門の守護神・ウエストエンジェル
5人目の対戦相手。髪は明るい黄色のツインテールで、赤橙色のセーラー服に身をまとい、胸に青色と黄色のリボンをつけ、赤橙色のラインが入った白いロングブーツを履いている。西家になると必殺技シャインスパーク（ロン封じ）を使用する。戦闘武器はブーメラン。
北門の守護神・ノースエンジェル
7人目の対戦相手。髪は緑色のリボンをつけた茶色のポニーテールで、ピンク色のセーラー服に身にまとい、緑色のリボンを頭と胸につけ、ヒールが付いたピンクのショートブーツを履いている。北家になると必殺技エレクトボルト（リーチ一発ツモ）を使用する。戦闘武器は日本刀。
城門の守護神・キャッスルエンジェル
9人目の対戦相手。髪は金色のストレート・ロングヘアーで、明紺色のセーラー服（襟とスカートの裾に金色のラインが1本付いている）とミニペティコートに身にまとい、胸に金色のリボン、頭に金色のヘアバンドをつけ、脚には黄色のニーソックスの上に軽い網上げが入った薄茶色のロングブーツを履いている。プレイヤーが上がった次の局でゴールドビーム（役満積み込み）を使用する。戦闘武器は両刃剣。
天空城の城主・プリンセスアルテナル
11人目の対戦相手にして本編のラストボス。髪は銀白に近い藤色のストレート・ロングヘアーで、青色の変形セーラー服と深青色のマント、変形ミニペティコートを身にまとい、額にプラネットティアラをつけ、真っ白いロングブーツを履いている。プラネットティアラには役満の下地を揃える特殊（もしくは極悪）な能力が秘められている。戦闘武器はエネルギーホイップと呼ばれるワンド（短い杖）。
実はこの姿は仮のものであり、真の正体は額にプラネットティアラをつけた白猫（エンディングで明かされる）。
リトル・レッド
2人目の対戦相手。勝つと、今後の戦いに有利なアイテムや情報を得ることができる。アイテムは一度だけ上がられた時の失点を半分に抑える「守りの盾」。
リトル・ブルー
4人目の対戦相手。勝つと、今後の戦いに有利なアイテムや情報を得ることができる。アイテムは一度だけリーチをかけるとリーチ役に２翻加算される「トリプルリーチ棒」。
リトル・イエロー
6人目の対戦相手。勝つと、今後の戦いに有利なアイテムや情報を得ることができる。アイテムは一度だけ敗北時にその場で復活できる「サタンリング」。
リトル・グリーン
8人目の対戦相手。勝つと、今後の戦いに有利なアイテムや情報を得ることができる。アイテムは一度だけ大きな役が積み込まれる「ブレゴザ・フォース」。
リトル・ゴールド
10人目の対戦相手。勝つと、今後の戦いに有利なアイテムや情報を得ることができる。アイテムはリーチをかけると一発で上がれる上に会心の一撃で対戦相手の持ち点を全て奪える「クリティカルリーチ棒」。
アブノーエンジェル
ショッキングピンクのタキシードを身にまとい、パンティを顔に被っている。貯めた煩悩パワーをアイテムに変換してくれる。

## 脱衣シーン
ゲームシステム節に記載の通り、同一対戦相手から3回上がれば倒した扱いとなる。対局中は、1回上がるごとに1枚、計3枚の脱衣シーンが設けられている。
なお、ディップスイッチ設定により、脱衣シーンにおける胸部のはだけ方を穏やかにする「お子様設定」が設けられている。

## スタッフ
- 原案・企画 - トリプル・荻原
- プログラム - うっち〜!、TOM
- デザイン - H.WADA!、TAK、下山たけし、えのもと
- ゲームコンポーザー - 吉田健志
- キャラクターデザイン - かわらじま晃 （WITH 片励会）